# HD80434
HD80434 — подвійна зоря. 
Дана подвійна система має видиму зоряну величину в смузі V приблизно 9,0.

## Подвійна зоря
Головна зоря цієї системи належить до хімічно пекулярних зір й має спектральний клас A7.
Інша компонента має спектральний клас Зорі спектрального класу .